# Kara Wolters
Kara Elizabeth Wolters (* 15. August 1975 in Natick, Massachusetts) ist eine ehemalige US-amerikanische Basketballspielerin. 

## Karriere
Vor ihrer professionellen Karriere in der WNBA spielte Wolters von 1993 bis 1997 College-Basketball für die University of Connecticut. Im Jahr 1995 gewann sie mit ihrem Team die NCAA Division I Basketball Championship.
Beim WNBA Draft 1999 wurde sie an 36. Stelle von den Houston Comets ausgewählt, mit denen sie in der Saison 1999 die WNBA-Meisterschaft gewann. In der Saison 2000 spielte sie für Indiana Fever und von 2001 bis 2002 für die Sacramento Monarchs.
Bei der Basketball-Weltmeisterschaft der Damen 1994 in Australien holte sie mit der Damen-Basketballnationalmannschaft der Vereinigten Staaten die Bronzemedaille. Bei der Basketball-Weltmeisterschaft der Damen 1998 wurde sie mit dem US-Team Weltmeisterin. Bei den Olympischen Sommerspielen 2000 in Sydney gewann Wolters mit dem US-Team die olympische Goldmedaille. 
Wolters ist damit neben Sue Bird, Swin Cash, Tamika Catchings, Cynthia Cooper, Brittney Griner, Asjha Jones, Maya Moore, Breanna Stewart, Sheryl Swoopes, und Diana Taurasi eine von bislang nur elf Frauen, die sowohl die NCAA- und WNBA-Meisterschaft als auch den Weltmeistertitel und olympisches Gold gewonnen haben („Grand Slam des Frauenbasketballs“).